# さいたま市立馬宮中学校
さいたま市立馬宮中学校（さいたましりつ まみやちゅうがっこう）は、埼玉県さいたま市西区にある公立中学校。

## シンボル
校歌は大木実作詞、秋山紀夫作曲。

## 沿革
- 1947年（昭和22年） - 馬宮東小学校の一部と西遊馬高城寺を借用し、埼玉県北足立郡馬宮村立馬宮中学校が開校。
- 1948年（昭和23年）4月23日 - 馬宮村大字二ツ宮590番地に校舎他新築落成。開校記念日とする。
- 1950年（昭和25年） - 第1号舎南東を増築。
- 1955年（昭和30年） - 馬宮村の大宮市との合併に伴い、大宮市立馬宮中学校となる。
- 1958年（昭和33年） - 二階建て4教室を新築。
- 1959年（昭和34年） - 校旗（平野清寄贈）・校歌（秦明友寄贈）制定。
- 1965年（昭和40年） - プール完成。
- 1971年（昭和46年） - 裏校地拡張埋立。
- 1972年（昭和47年） - 鉄筋三階建のA校舎新築。
- 1973年（昭和48年） - A校舎増築。
- 1975年（昭和50年） - 体育館完成。
- 1976年（昭和51年） - 鉄筋三階建のB校舎・連絡通路完成。
- 1978年（昭和53年） - 新川北側フェンス完成。
- 1982年（昭和57年） - 鉄筋三階建のC校舎新完成。
- 1985年（昭和60年） - 新プールと配膳室完成。
- 1986年（昭和61年） - 大宮市立土屋中学校が開校し、一部学区が分離。
- 1987年（昭和62年） - 開校40周年記念式典。
- 1988年（昭和63年） - 校門から職員玄関・配膳室までの舗装道路が完成。
- 1991年（平成3年） - 木工室、金工室解体工事、トイレ全面改修工事。
- 1992年（平成4年） - 西門周辺フェンス新規建設・昇降口前アスファルト舗装工事、西門周辺植樹、配膳室、理科室、調理室等へのガス配管工事、テニスコート防球フェンス工事。
- 1993年（平成5年） - パソコン教室工事、A校舎全面改装、部室移転。
- 1994年（平成6年） - グラウンド改修、全面暗渠排水工事（鉄棒・砂場・テニスコート・自転車置場を新設）、グラウンド周辺に植樹。
- 1995年（平成7年） - 防球ネット嵩上げ、体育館内部改修。
- 1996年（平成8年） - 武道場完成。創立50周年・武道場竣工記念式典。
- 1998年（平成10年） - 体育倉庫工事、さわやか相談室完成。
- 1999年（平成11年） - 技術科室改修工事。
- 2000年（平成12年） - A校舎トイレ改修工事。
- 2001年（平成13年） - 浦和市、与野市との合併に伴いさいたま市立馬宮中学校となる。校庭散水用スプリンクラー設置。
- 2004年（平成16年） - 給食調理室完成。
- 2005年（平成17年） - B・C校舎屋上防水工事。
- 2022年（令和4年）  - 全校舎トイレ改修工事。

## 部活動

### 文化部
- 美術部
- 吹奏楽部
- ボランティア部
- 科学部

### 運動部
- 卓球部（男子・女子）
- 野球部（男子）
- サッカー部（男子）
- ソフトテニス部（男子・女子）
- ソフトボール部（女子）
- バレーボール部（女子）
- 剣道部（男子・女子）
- バスケットボール部（男子・女子）

## 主な卒業生
- 向井亜紀 - 女優、タレント、元新体操選手（ただし、部活動の項目にもあるとおり、本校に新体操部はない）
- 星野おさむ - 東北楽天ゴールデンイーグルス二軍打撃コーチ（内野手）、元プロ野球選手
- 山本山龍太 - 大相撲尾上部屋所属力士（在学中は相撲部）
- 墨谷一義 - 大相撲

## 交通アクセス
JR大宮駅西口から西武バス：
- 「指扇駅」行きを「市営住宅前」で下車し、徒歩3分。
- 「二ツ宮」または「馬宮団地」行きを「飯田宿」または「二ツ宮」で下車し、徒歩5分。